# Дідубійський пантеон
Пантеон письменників і громадських діячів Грузії Дідубе (Дідубійський пантеон; груз. დიდუბის მწერალთა და საზოგადო მოღვაწეთა პანთეონი, груз. დიდუბე) — некрополь у Тбілісі (проспект Акакія Церетелі, 42), де поховано багато відомих письменників, артистів, учених і національних героїв Грузії.
Розташований в районі міста Тбілісі Дідубе і носить його назву.
Організований на місці старого міського цвинтаря в 1939 році. 2015 року офіційно оголошено про закриття некрополя

## Список похованих у Пантеоні
- Абашидзе Григол Григорович (1914—1994) — грузинський поет.
- Абашидзе Кіта Георгійович (1870—1917) — грузинський громадський діяч.
- Абакелія Тамара Григорівна (1905—1953) — грузинський скульптор, художник.
- Абуладзе Тенгіз Євгенович (1924—1994) — грузинський режисер, народний артист СРСР.
- Авалішвілі Зураб Давидович (1876—1944) — грузинський громадський діяч, історик, дипломат і юрист.
- Амашукелі Елгуджа Давидович (1928—2002) — радянський і грузинський скульптор.
- Андроніков Луарсаб Миколайович (1872—1939) — грузинський адвокат, батько І. Л. Андронікова
- Анфімов Яків Афанасійович (1852—1930) — російський невропатолог і психіатр.
- Ахвледіані Єлена Дмитрівна (1901—1975) — грузинський художник, графік.
- Васадзе Акакій Олексійович (1899—1978) — грузинський актор і режисер, народний артист СРСР.
- Габашвілі Катерина Ревазівна (1851—1938) — грузинська письменниця.
- Гегечкорі Георгій Володимирович (1923—2003) — грузинський актор, народний артист Грузинської РСР.
- Гранелі Терентій (1897—1934) — грузинський поет і есеїст.
- Давидова Віра Олександрівна (1906—1993) — радянська оперна співачка і педагог, народна артистка РРФСР і Грузинської РСР.
- Еріставі Костянтин Давидович (1889—1975) — радянський хірург, доктор медичних наук
- Жванія Зураб Віссаріонович (1963—2005) — прем'єр-міністр Грузії.
- Еліава Лія Шалвівна (1934—1998) — радянська і грузинська акторка.
- Інанішвілі Реваз Костянтинович (1926—1991) — грузинський письменник-новеліст.
- Павло Інгороква (1893—1983) — грузинський історик і філолог.
- Іоселіані Джаба Костянтинович (1926—2003) — грузинський політик і военачальник.
- Іоселіані Отіа Шалвович (1930—2011) — грузинський і радянський письменник.
- Канделакі Микола Порфирович (1889—1970) — грузинський скульптор, засновник монументальної школи скульптури Грузії.
- Кешелава Платон Георгійович (1893—1963) — грузинський громадський діяч, письменник-критик.
- Кутателадзе Аполлон Караманович (1900—1972) — грузинський живописець, графік, заслужений діяч мистецтв Грузинської РСР
- Коберідзе Отар Леонтійович (1924—2015) — грузинський актор і режисер, народний артист Грузії.
- Леселідзе Костянтин Миколайович (1903—1944) — радянський воєначальник, генерал-полковник, Герой Радянського Союзу.
- Леселідзе Ніна Іванівна (1906—1974), дружина генерал-полковника К. Н. Леселідзе.
- Махарадзе Коте Іванович (1926—2002) — радянський і грузинський актор, телеведучий.
- Меліксет-Бек Левон Меліксетович (1890—1968) — вчений-історик, філолог.
- Гурам Панджикідзе (1933—1997) — грузинський письменник-фантаст.
- Роїнашвілі Олександр Соломонович (1846—1898) — перший професійний фотохудожник грузинського походження, етнограф і колекціонер.
- Тавадзе Соломон Гнатович (1890—1960) — письменник, поет і перекладач.
- Мікел Тамараті (1858—1911) — грузинський католицький священик, учений, церковний історик, громадський діяч.
- Уміков Петро Йосипович (1838—1904) — грузинський народний письменник, громадський діяч, публіцист, збирач і публіцист грузинського фольклору, журналіст, педагог, драматург, театральний діяч, артист комедійного жанру.
- Чіаурелі Софіко Михайлівна (1937—2008) — грузинська і радянська актриса.
- Чхеїдзе Резо Давидович (1926—2015) — радянський грузинський кінорежисер і актор.
- Чхіквадзе Рамаз Григорович (1928—2011) — радянський грузинський актор театру і кіно, народний артист СРСР.